# Légation
Ne doit pas être confondu avec Légat.

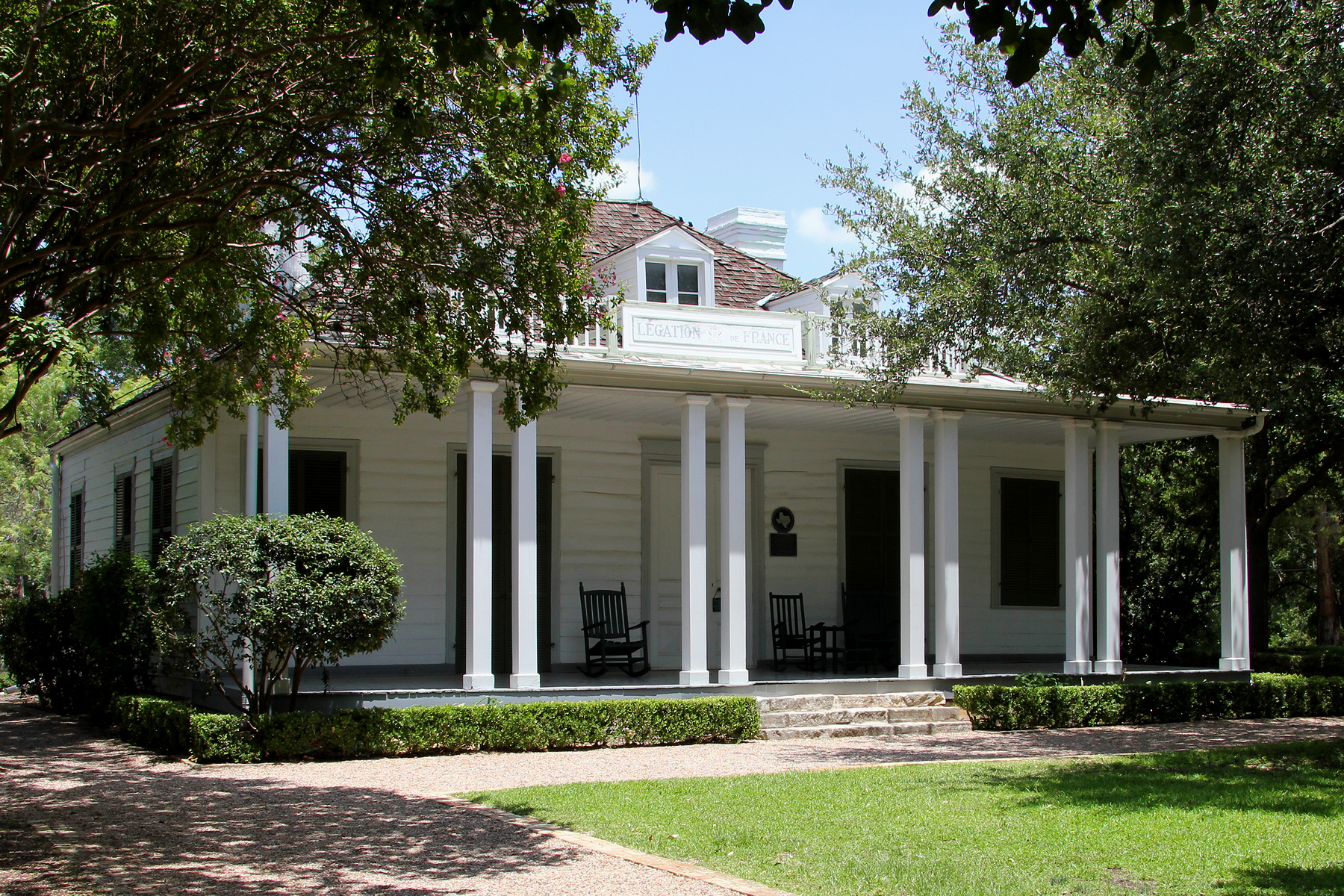
La Légation française auprès de la république du Texas, construite en 1840-1841, est aujourd'hui le Musée de la Légation française.

Le mot légation désigne une représentation diplomatique de rang inférieur à une ambassade. C'est aussi la commission donnée à des personnes pour aller négocier auprès d'une puissance étrangère, ou bien le bâtiment public où siégeait cette représentation diplomatique. À la tête d'une légation était placé - au lieu d'un ambassadeur - un ministre plénipotentiaire (ou un « ministre résident »). 
Les légations, nombreuses jusqu'aux années 1950, ont toutes été promues au niveau d'ambassades.
Aujourd'hui, en diplomatie on emploie encore le mot « légation » dans son sens général, en référence à tout bâtiment public regroupant, entre autres, les immeubles utilisés comme ambassade et consulat,.
On parle de droit de légation, par conséquent, quand on parle de la faculté des nations de se faire représenter dans un autre pays par des agents diplomatiques et consulaires. Ce droit est dévolu au chef suprême d'un État, agissant tantôt seul, tantôt avec les représentants du pouvoir législatif. Il ne peut qu'être lié au droit de souveraineté, excluant donc ce droit de représentation pour les entités non souveraines, comme les États particuliers des États-Unis d'Amérique, les départements de la France ou les cantons suisses.

## Diplomatique
Autrefois, on appelait légations les missions diplomatiques considérées comme d'importance secondaire, en opposition aux ambassades, qui ont toujours eu un degré supérieur. À la tête d'une légation était placé — au lieu d'un ambassadeur — un « ministre plénipotentiaire » ou un « ministre résident », voire un simple chargé d'affaires.